# إدوارد ويليام أرشيبالد
إدوارد ويليام أرشيبالد هو جراح كندي، ولد في 5 أغسطس 1872 في مونتريال في كندا، وتوفي بنفس المكان في 17 ديسمبر 1945.